# Produs Hadamard

Produsul Hadamard operează pe matrici de formă identică și produce o a treia matrice cu aceleași dimensiuni

În matematică produsul Hadamard sau produsul Schur) este o operație binară pe două matrici de aceleași dimensiuni, rezultatul fiind o altă matrice de aceeași dimensiune, în care fiecare element i, j este produsul elementelor i, j ale celor două matrici inițiale. Este numit astfel pentru a fi distins de produsul matricial comun. Numele său vine fie de la matematicianul francez Jacques Hadamard, fie de la matematicianul german Issai Schur din Rusia.
Produsul Hadamard este asociativ și distributiv. Spre deosebire de produsul matricial, acesta este, de asemenea, comutativ.

## Definiție
Pentru două matrice A și B de aceeași dimensiune m × n, produsul Hadamard {\displaystyle A\circ B} (sau {\displaystyle A\odot B}) este o matrice de aceeași dimensiune cu cele care formează operanzii, matrice a cărei elemente sunt date de
{\displaystyle (A\circ B)_{ij}=(A\odot B)_{ij}=(A)_{ij}(B)_{ij}.}
Pentru matrici de dimensiuni diferite (m × n și p × q, unde m ≠ p sau n ≠ q), produsul Hadamard este nedefinit.

## Exemplu
De exemplu, produsul Hadamard pentru o matrice  A de 3 × 4 cu o matrice B de 3 × 4 este:
{\displaystyle {\begin{bmatrix}a_{11}&a_{12}&a_{13}&a_{14}\\a_{21}&a_{22}&a_{23}&a_{24}\\a_{31}&a_{32}&a_{33}&a_{34}\end{bmatrix}}\circ {\begin{bmatrix}b_{11}&b_{12}&b_{13}&b_{14}\\b_{21}&b_{22}&b_{23}&b_{24}\\b_{31}&b_{32}&b_{33}&b_{34}\end{bmatrix}}={\begin{bmatrix}a_{11}\,b_{11}&a_{12}\,b_{12}&a_{13}\,b_{13}&a_{14}\,b_{14}\\a_{21}\,b_{21}&a_{22}\,b_{22}&a_{23}\,b_{23}&a_{24}\,b_{24}\\a_{31}\,b_{31}&a_{32}\,b_{32}&a_{33}\,b_{33}&a_{34}\,b_{34}\end{bmatrix}}.}

## Proprietăți
- Produsul Hadamard este comutativ (când se lucrează cu un inel comutativ), asociativ și distributiv peste adunare. Adică dacă A, B și C sunt matrici de aceeași dimensiune, iar k este un scalar:

{\displaystyle {\begin{aligned}A\circ B&=B\circ A,\\A\circ (B\circ C)&=(A\circ B)\circ C,\\A\circ (B+C)&=A\circ B+A\circ C,\\\left(kA\right)\circ B&=A\circ \left(kB\right)=k\left(A\circ B\right),\\A\circ 0&=0\circ A=0.\end{aligned}}}
- Matricea unitate pentru înmulțirea Hadamard a două matrice m × n este o matrice cu toate elementele 1 m × n. Aceasta este diferită de matricea unitate pentru produsul matricial obișnuit, unde doar elementele diagonalei principale sunt egale cu 1. În plus, pentru o înmulțire Hadamard o matrice are o matrice inversă dacă și numai dacă niciunul dintre elemente nu este egal cu zero.[7]
- Pentru vectorii x și y și matricile diagonale corespunzătoare Dx și Dy cu acești vectori drept diagonale principale, este valabilă următoarea identitate:[8]:479

{\displaystyle \mathbf {x} ^{*}(A\circ B)\mathbf {y} =\operatorname {urma} \left({D}_{\mathbf {x} }^{*}A{D}_{\mathbf {y} }{B}^{\mathsf {T}}\right),}
unde cu x* este notată matricea adjunctă a lui x. În particular, folosind vectori cu toate valorile 1, aceasta arată că suma tuturor elementelor din produsul Hadamard este urma lui ABT, unde exponentul T indică matricea transpusă. Un rezultat înrudit pentru A și B pătrate este că sumele pe linii ale produsului Hadamard sunt elementele diagonale ale lui ABT:
{\displaystyle \sum _{i}(A\circ B)_{ij}=\left(B^{\mathsf {T}}A\right)_{jj}=\left(AB^{\mathsf {T}}\right)_{ii}.}
Similar,
{\displaystyle \left(\mathbf {y} \mathbf {x} ^{*}\right)\circ A={D}_{\mathbf {y} }A{D}_{\mathbf {x} }^{*}.}
Mai mult, un produs Hadamard de matrici-vector poate fi exprimat ca:
{\displaystyle (A\circ B)\mathbf {y} =\operatorname {diag} \left(AD_{\mathbf {y} }B^{\mathsf {T}}\right)}
unde {\displaystyle \operatorname {diag} (M)} este vectorul format din diagonalele matricei M.
- Produsul Hadamard este o submatrice principală a produsului Kronecker.[10][11]
- Produsul Hadamard satisface inegalitatea rangurilor

{\displaystyle \operatorname {rang} (A\circ B)\leq \operatorname {rang} (A)\operatorname {rang} (B)}
- Dacă A și B sunt matrici definite pozitiv⁠(d), atunci este valabilă următoarea inegalitate care implică produsul Hadamard:[12] ::{\displaystyle \prod _{i=k}^{n}\lambda _{i}(A\circ B)\geq \prod _{i=k}^{n}\lambda _{i}(AB),\quad k=1,\ldots ,n,}

unde λi(A) este a i-lea cea mai mare valoare proprie a lui A.
- Dacă D și E sunt matrici diagonale, atunci[13]

Nu s-a putut interpreta (MathML cu fallback pe SVG sau PNG (recomandat pentru browserele moderne și uneltele de accesibilitate): Răspuns incorect („Math extension cannot connect to Restbase.”) de la serverul „http://localhost:6011/ro.wikipedia.org/v1/”:): {\displaystyle \begin{align}   D (A \circ B) E &= (D A E) \circ B    = (D A) \circ (B E) \\   &=  (AE) \circ (D B) =    A \circ (D B E). \end{align}}

- Produsul Hadamard a doi vectori {\displaystyle \mathbf {a} } și {\displaystyle \mathbf {b} } este același cu înmulțirea matricială a unui vector cu matricea diagonală corespunzătoare a celuilalt vector:

{\displaystyle \mathbf {a} \circ \mathbf {b} =D_{\mathbf {a} }\mathbf {b} =D_{\mathbf {b} }\mathbf {a} }
- Vectorul matricei diagonale, operatorul {\displaystyle \operatorname {diag} }, poate fi exprimat prin produsul Hadamard ca:

Nu s-a putut interpreta (MathML cu fallback pe SVG sau PNG (recomandat pentru browserele moderne și uneltele de accesibilitate): Răspuns incorect („Math extension cannot connect to Restbase.”) de la serverul „http://localhost:6011/ro.wikipedia.org/v1/”:): {\displaystyle \operatorname{diag}(\mathbf{a}) = (\mathbf{a} \mathbf{1}^T) \circ I}

unde {\displaystyle \mathbf {1} } este un vector constant cu toate elementele 1, iar I este matricea unitate.

## Aplicații
Produsul Hadamard apare în algoritmi de compresie cu pierderi⁠(d), cum ar fi JPEG. Etapa de decodare implică un produs de element cu element, cu alte cuvinte produsul Hadamard.
În prelucrarea digitală a imaginilor⁠(d), operatorul Hadamard poate fi folosit pentru îmbunătățirea, suprimarea sau mascarea regiunilor imaginii. O matrice conține imaginea inițială, cealaltă acționează ca matrice de ponderare sau de mascare.
Este folosit în literatura de învățare automată, de exemplu, pentru a descrie arhitectura rețelelor neuronale recurente ca GRU-uri⁠(d) sau LSTM-uri⁠(d).
De asemenea, este folosit pentru a studia proprietățile statistice ale vectorilor și matricelor aleatorii.